# Twin Husbands (film 1922)
Twin Husbands è un cortometraggio muto del 1922 diretto da Mal St. Clair. Prodotto dalla Robertson-Cole Pictures Corporation, il film aveva come interpreti Carter DeHaven, sua moglie Flora Parker DeHaven, lo stesso regista Malcolm St. Clair, Mary Culver, Charles Hill Mailes. La sceneggiatura si deve a Beatrice Van, un'attrice del muto passata alla scrittura di soggetti e sceneggiature.

## Produzione
Il film fu prodotto dalla Robertson-Cole Pictures Corporation.

## Distribuzione
Distribuito dalla Film Booking Offices of America, il film - un cortometraggio in due bobine - uscì nelle sale statunitensi il 1º ottobre 1922.